# Марк Перперна (консул 130 року до н. е.)
Марк Перперна (лат. Marcus Perperna; ? — 129 до н. е.) — політичний, державний та військовий діяч Римської республіки, консул 130 року до н. е.

## Життєпис
Походив з роду нобілів Перперн, предки яких були етруськими аристократами. Син Марка Перперни, якого у 126 році до н. е. було вислано з Риму. Про молоді роки немає відомостей. 
У 135 році до н. е. став претором. Брав участь у придушені повстання рабів на Сицилії (так зване Перше Сицилійське повстання). За свої дії отримав від сенату право на овацію.
У 130 році до н. е. його обрано консулом разом з Луцієм Корнелієм Лентулом. Йому було доручено придушити повстання Арістоніка у Малій Азії (колишнє Пергамське царство). Перперна зумів захопити Пергам, а потім при Стратонікеї переміг Арістоніка, захопивши того у полон. Втім у 129 році до н. е. раптово помер напередодні від'їзду до Риму.

## Родина
- Гай Перперна, легат 90 року до н. е.
- Марк Перперна, консул 92 року до н. е.